# ییرژی پژیوراتسکی
ییرژی پژیوراتسکی (چکی: Jiří Přívratský؛ زادهٔ ۱۳ مارس ۲۰۰۱) تیرانداز اهل جمهوری چک است.
وی در مسابقات کشوری و بین‌المللی در مجموع برندهٔ ۲ مدال طلا، ۱ مدال نقره، ۲ مدال برنز شده‌است.